# Camponotus lessonai
Camponotus lessonai é uma espécie de inseto do gênero Camponotus, pertencente à família Formicidae.